# Terna (bedrijf)
Terna S.p.A. is een Italiaanse transmissienetbeheerder gevestigd in Rome. Het bedrijf opereert via Terna Rete Italia, dat het Italiaanse transmissienet beheert, en via Terna Plus dat de leiding heeft over nieuwe zakelijke mogelijkheden en niet-traditionele activiteiten binnen en buiten Italië. Met 74.669 kilometer aan elektriciteitslijnen en ongeveer 98% van het Italiaanse hoogspanningsnet is Terna de grootste onafhankelijke transmissienetbeheerder in Europa en de op vijf na grootste ter wereld qua grootte van het elektriciteitsnetwerk. Terna is genoteerd aan de Borsa Italiana en maakt onderdeel uit van de FTSE MIB aandelenindex.

## Geschiedenis
Terna werd op 31 mei 1999 opgericht als onderdeel van de Enel Group, door de implementatie van het Italiaanse wetgevend decreet No. 79/99 dat in de context van het dereguleringsproces van de Italiaanse elektriciteitssector de scheiding van eigendom en beheer van het landelijk transmissienet verordonneerde.
Op 23 juni 2004 werden de aandelen Terna geïntroduceerd op de Borsa Italiana, ten gevolge van een besluit van de minister-president op 11 mei 2004.
In 2010 sloot Terna zich aan bij Desertec, een project gericht op het opwekken en transporteren van hernieuwbare energie in het Midden-Oosten en Noord-Afrika (MENA) via een onderling verbonden Europees elektriciteitsnetwerk.
In 2011 nam Terna Group een nieuwe organisatiestructuur aan. Terna Rete Italia verricht het veilige beheer van het Italiaanse elektriciteitssysteem. Terna Plus is gericht op nieuwe zakelijke mogelijkheden en niet-traditionele activiteiten binnen en buiten Italië.
Op 31 januari 2012 presenteerde Terna het Ontwikkelingsplan voor het Nationale Elektriciteitstransmissienet voor 2012-2021. Dit plan wordt elk jaar geactualiseerd en omvatte in 2012 voor €7 miljard aan investeringen die bedoeld zijn voor een hogere efficiëntie van het elektriciteitssysteem, waaronder de vermindering van energieverlies en verlaging van CO2-uitstoot. In 2020 heeft Terna een nieuw investeringsplan gepubliceerd voor de periode tot en met 2030.

## Taken

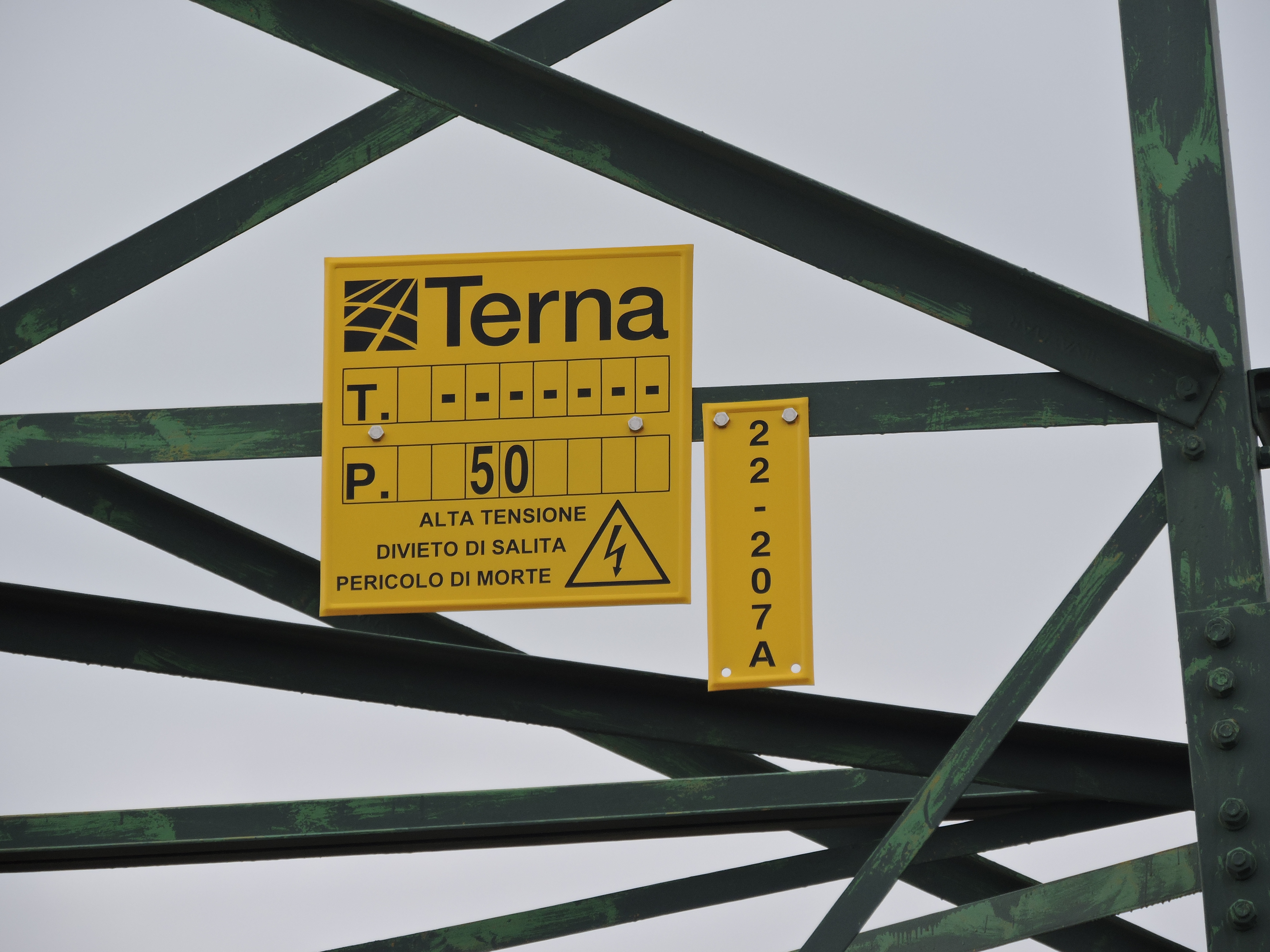
Informatiebord op een Terna-hoogspanningsmast

Terna is verantwoordelijk voor het beheer en de ontwikkeling van de landelijke elektriciteitstransmissie in Italië. De infrastructuur van Terna omvat:
- 74.442 kilometer aan hoogspanningslijnen
- 881 transformator- en schakelstations
- 1 nationaal controlecentrum (NCC)
- 4 controlecentra
- 25 interconnectoren
- SAPEI, een van de langste onderzeese kabels ter wereld met een lengte van 435 kilometer en een capaciteit van 1000 MW

Om de werking van deze infrastructuur te waarborgen heeft Terna een organisatie gevormd die bedreven is in het beschermen van de fysieke en technische infrastructuur, onder andere door het voorkomen van bedrijfsfraude. Teneinde de maximale bescherming van de infrastructuur en investeringen te waarborgen heeft Terna memoranda van overeenstemming getekend met het Ministerie van Binnenlandse Zaken, de Carabinieri en Guardia di Finanza. 
In 2019 transporteerden Terna´s hoogspanningsverbindingen 320 TWh aan electriciteit, waarvan:
- 284 TWh opgewekt door elektriciteitscentrales in Italië
- 44 TWh geïmporteerde elektriciteit
- 6 TWh geëxporteerde elektriciteit
- 2 TWh voor pompcentrales.

## Raad van bestuur
Bestuursleden van Terna:
- Catia Bastioli - Voorzitter
- Luigi Ferraris - Algemeen directeur
- Paolo Calcagnini
- Fabio Corsico
- Paola Giannotti
- Marco Giorgino
- Yunpeng He
- Gabriella Porcelli
- Elena Vasco

## Aandeelhouders
Terna is sinds 2004 genoteerd aan de Italiaanse effectenbeurs. De belangrijkste aandeelhouder was Cassa Depositi e Prestiti met 29,85% van de aandelen. Deze aandelen werden in 2014 overgedragen aan CDP Reti, een joint venture van Cassa Depositi e Prestiti en State Grid Corporation of China. De resterende 70% van de aandelen zijn in eigendom van andere investeerders, waaronder Romano Minozzi met 5,6%, BlackRock met 2,4% en Assicurazioni Generali met 2,0%.
AB Inbev ·
ADP ·
Adyen ·
Ahold Delhaize ·
AIB ·
Air Liquide ·
Airbus ·
Aker BP ·
AkzoNobel ·
Alstom ·
ArcelorMittal ·
Argenx ·
ASMI ·
ASML ·
AXA ·
Bank of Ireland ·
BioMérieux ·
BNP Paribas ·
Bouygues ·
Bureau Veritas ·
Campari ·
Capgemini ·
Carrefour ·
Crédit Agricole ·
D'Ieteren ·
Danone ·
Dassault Systèmes ·
DNB ·
DSM-Firmenich ·
Edenred ·
EDP ·
Eiffage ·
Enel ·
ENGIE ·
Eni ·
Equinor ·
EssilorLuxottica ·
Eurofins Scientific ·
Ferrari ·
Galp Energia ·
GBL ·
Generali ·
Heineken ·
ING ·
Intesa Sanpaolo ·
INWIT ·
Ipsen ·
J. Martins ·
KBC ·
Kering ·
Kerry ·
Kingspan ·
KPN ·
Legrand ·
Mediobanca ·
Michelin ·
Moncler ·
Mowi ·
NN Group ·
Norsk Hydro ·
Orange ·
Pernod Ricard ·
Philips ·
Pluxee ·
Poste Italiane ·
Prosus ·
Prysmian ·
Publicis ·
Randstad ·
Recordati ·
Renault ·
Ryanair ·
Safran ·
Saint-Gobain ·
Sanofi ·
Schneider Electric ·
Shell ·
Smurfit Kappa ·
Snam ·
Société Générale ·
Sodexo ·
Solvay ·
Stellantis ·
STMicroelectronics ·
Syensqo ·
Telenor ·
Teleperformance ·
Tenaris ·
Terna ·
Thales ·
TotalEnergies ·
UCB ·
UMG ·
UniCredit ·
Veolia Environnement ·
VINCI ·
Vivendi ·
Wolters Kluwer ·
Worldline ·
Yara